# گاروش خاژاکیان
گاروش (کاراپت) خاچاطوری خاژاکیان (ارمنی: Գարուշ (Կարապետ) Խաչատուրի Խաժակյան؛  ۲۳ اکتبر ۱۹۱۳ - ۸ مهٔ ۱۹۸۰) یک بازیگر اهل ارمنستان بود. وی بین سال‌های - تا - میلادی فعالیت می‌کرد.

## زندگی‌نامه
وی در ۲۳ اکتبر ۱۹۱۳ در گیومری، فرمانداری ایروان به دنیا آمد و از فارغ‌التحصیل شد. وی همچنین برندهٔ جوایزی همچون هنرمند مردمی ارمنستان شوروی و جایزه دولتی اتحاد شوروی شده‌است. وی در ۸ مهٔ ۱۹۸۰ در سن ۶۶ سالگی در ایروان درگذشت.

## گزیده فیلمشناسی
از فیلم‌ها یا برنامه‌های تلویزیونی که وی در آن نقش داشته‌است می‌توان به قلب مادر اشاره کرد.